# دون جونسون
دون جونسون (بالإنجليزية: Don Johnson)‏ مواليد 15 ديسمبر 1949 في ميزوري، الولايات المتحدة، هو ممثل أمريكي بدأ مسيرته الفنية عام 1969. هو أيضا منتج مدير ومغني وكاتب الاغاني. كما أنه من الفائزين بجائزة غولدن غلوب عام 1986 عن دوره في المسلسل الامريكى ميامي فايس.حيث جسد في المسلسل شخصية سونى كروكيت

## الأعمال

### أفلام
- ماشيتي
- جانغو متحرر
- أخرجوا السكاكين

### المسلسلات
- ميامى فايس

## روابط خارجية
- دون جونسون على موقع IMDb (الإنجليزية)
- دون جونسون على موقع روتن توميتوز (الإنجليزية)
- دون جونسون على موقع مونزينجر (الألمانية)
- دون جونسون على موقع قاعدة بيانات الأفلام العربية
- دون جونسون على موقع ألو سيني (الفرنسية)
- دون جونسون على موقع ميوزك برينز (الإنجليزية)
- دون جونسون على موقع تيرنر كلاسيك موفيز (الإنجليزية)
- دون جونسون على موقع أول موفي (الإنجليزية)
- دون جونسون على موقع قاعدة بيانات الأفلام السويدية (السويدية)
- دون جونسون على موقع إن إن دي بي (الإنجليزية)